# Zagnanado
Zagnanado  ist eine Stadt, ein Arrondissement und eine 750 km² große Kommune in Benin. Sie liegt im Département Zou.

## Demografie und Verwaltung
Das Arrondissement Zagnanado hatte bei der Volkszählung im Mai 2013 eine Bevölkerung von 9020 Einwohnern, davon waren 4343 männlich und 4677 weiblich. Die gleichnamige Kommune zählte zum selben Zeitpunkt 55.061 Einwohner, davon 26.817 männlich und 28.244 weiblich.
Die fünf weiteren Arrondissements der Kommune sind Agonli-Houégbo, Banamè, Don-Tan, Dovi und Kpédékpo. Kumuliert umfassen alle sechs Arrondissements 43 Dörfer.

## Verkehr
Nach Zagnanado führte eine Stichstrecke der Eisenbahn, die in Bohicon von der Hauptstrecke Cotonou–Parakou abzweigte, die allerdings – wie das gesamte Eisenbahnnetz des Landes – seit 2019 ohne Verkehr ist.